# Abludomelita valida
Abludomelita valida är en kräftdjursart. Abludomelita valida ingår i släktet Abludomelita och familjen Melitidae. Inga underarter finns listade i Catalogue of Life.